# Diseño de reactores
Como su propio nombre indica, el diseño de reactores es la ciencia y el arte de seleccionar, crear y diseñar los reactores químicos con un propósito específico: llevar de reactivos a productos de la forma más eficiente posible. Esta disciplina, junto a las diferentes operaciones de separación, son las que establecen a la ingeniería química como una rama independiente de la ingeniería. Para tal fin es necesario conocer tanto la cinética como la termodinámica de las reacciones de interés. 

## Clasificación de reactores

### Fases
Existen varios criterios a la hora de clasificar a los reactores químicos. En función del número de fases presentes en el reactor, pueden distinguirse:
- Reactores homogéneos: Son aquellos en los que tanto reaccionantes como productos se encuentran en la misma fase (gas, o líquido en general).
- Reactores heterogéneos: Son aquellos en los que hay más de una fase. Se tratan de las reacciones fluido-sólido y reacciones fluido-fluido no catalíticas y las que se aceleran con un catalizador. Estas últimas se llevan a cabo en reactores catalíticos.

### Forma en la que operan
También pueden clasificarse según la forma en la que operan:
- Reactores continuos: Son aquellos que trabajan en estado estacionario; es decir, aquellos en que en cada instante se introduce alimentación fresca.
- Reactores discontinuos: Trabajan por lotes; es decir, se carga una cantidad de alimentación y se deja reaccionar durante un tiempo. Una vez transcurrido el tiempo de reacción se carga de nuevo otra cantidad de alimentación, y así sucesivamente.
- Reactores semicontinuos: se pueden comportar tanto como continuo como discontinuo.

### Otros
Dependiendo del tipo de flujo, pueden clasificarse en:                                                                                                                                                                    
- Reactores ideales: Son aquellos en los que el tipo de flujo es ideal (teórico). Se distinguen dos tipos
  - el reactor de mezcla perfecta
  - el reactor de flujo en pistón
- Reactores reales: Son aquellos que no son ideales.

### Según el método de contacto
- Reacciones sólido-fluido: son aquellas en las que el sólido intercambia masa con el fluido y se lleva a cabo con reacción química.[2]
- Reacciones líquido-líquido: son aquellas en las que un líquido intercambia masa con el líquido y se lleva a cabo una reacción química o no.

## Reactores ideales

### Reactor discontinuo perfectamente agitado
Es el reactor en que su contenido está perfectamente agitado y su composición es uniforme en todo el reactor en cada instante. 
La composición varía con el tiempo hasta alcanzar una conversión final o de equilibrio del reactivo para las condiciones establecidas (temperatura, concentraciones iniciales de reactivos, presencia de inertes). Una vez detenida la reacción (velocidad de reacción tendente a cero), se debe vaciar total o parcialmente el reactor e incorporar nueva corriente de entrada si se quiere seguir produciendo productos de reacción. Se usan en procesos difíciles de convertir en operaciones continuas. Se utilizan para fabricar productos de alto costo. Se utiliza para probar procesos nuevos que todavía no se han perfeccionado. El balance de materia implica términos de velocidad de consumo del reactivo limitante debido a la reacción química y velocidad de acumulación de reactivo limitante en el sistema. Cada lote es un sistema cerrado porque no hay corrientes de entrada o salida al sistema. La operación se realiza en estado no estacionario. El parámetro de diseño es el tiempo de reacción. La concentración varía con el tiempo de permanencia en el reactor. Se utilizan principalmente en operaciones a pequeña escala.

### Reactor de mezcla perfecta
La composición de la corriente de salida es igual a la composición dentro de cualquier punto del reactor; esta composición no varía en el tiempo, por lo que se considera en estado estacionario. Este tipo de reactores son ideales para estudios cinéticos o de diseño experimental de reactores puesto que son de sencilla construcción en el laboratorio y además en su cálculo de diseño ofrecen la posibilidad de relacionar el grado de conversión requerido (X), la velocidad de reacción (r), el volumen (V) y las concentraciones iniciales de reactivos (Co), todo en una expresión resultante de un balance de masa, sin necesidad de integrar, puesto que el reactor se halla en estado estacionario respecto a la posición dentro del reactor y con respecto al tiempo. Esto permite determinar la velocidad de reacción en cada experimento para las condiciones dentro del reactor. 
Ecuación de diseño: {\displaystyle {\frac {V}{F_{A0}}}={\frac {X_{A}}{-r_{A}}}}
El balance de materia implica términos de velocidad de flujo de entrada de masa, velocidad de flujo de salida de masa, velocidad de consumo de reactantes en el sistema.

### Reactor del flujo en pistón
En los reactores de flujo pistón isotérmicos, la temperatura no varía con la posición en el reactor. Además, no varía con el tiempo por tratarse de un reactor de flujo pistón en estado estacionario. La velocidad de reacción será sólo función de la conversión (o de la concentración).
En realidad, los reactores de flujo en pistón son reactores tubulares que tienen la particularidad de que en ellos se supone que no existe retromezcla (backmixing) y que cada porción de corriente de entrada que ingresa no se mezcla para nada con su inmediata posterior. La composición de cada diferencial de volumen va variando respecto a la longitud del reactor.
Ecuación de diseño: {\displaystyle \tau =\int _{0}^{X_{A}}{\frac {dX}{-r_{A}}}}
La ecuación de diseño general relaciona concentración inicial de reactante, conversión a lo largo del reactor, y velocidad de reacción con el tiempo de reacción. 
Puede haber mezcla lateral del fluido pero nunca mezcla a lo largo de la trayectoria de flujo (retromezcla). 
El reactor de flujo pistón opera en estado estacionario y su composición varía de un punto a otro a lo largo de la dirección de flujo. 
El tiempo de residencia en el reactor es el mismo para todos los elementos de fluido. 
La velocidad de reacción no varía axialmente a lo largo del reactor. 
El tiempo espacial  puede variar cambiando la concentración inicial o con el grado de conversión deseado. 
Es el tiempo necesario para tratar un volumen de alimentación igual al volumen del reactor, medido en condiciones determinadas de presión, temperatura y concentración de los reactivos. 
Es una medida útil y adecuada para el diseño de reactores de flujo.

### Comparación entre CSTR y PFR
Para reacción de orden cero, el tamaño del reactor es independiente del tipo de flujo. La relación de volúmenes aumenta con el orden de reacción. El reactor de mezcla completa es siempre mayor que el reactor de flujo en pistón, para todos los órdenes de reacción positivos. Para conversiones pequeñas, el comportamiento del reactor está sólo levemente afectado por el tipo de flujo y la relación entre los mismos tiende a uno cuando la conversión tiende a cero.